# Matías Solanas
Matías Solanas (Paraná, Entre Ríos, 17 de diciembre de 1998) es un basquetbolista argentino que se desempeña como escolta en el Quimsa de la Liga Nacional de Básquet de Argentina.
En 2021 fue reconocido como el Jugador de Mayor Progreso de la Liga Nacional de Básquet. 

## Trayectoria
Matías Solanas es hijo de Marcelo Solanas, un exbaloncestista profesional que jugó en la Liga Nacional de Básquet para Echagúe entre 1987 y 1990. Se formó en las canteras de Talleres de Paraná y Sionista, donde también jugó con sus equipos superiores en torneos regionales.
En enero de 2017 tuvo la oportunidad de debutar en el Torneo Nacional de Ascenso como jugador de La Unión de Colón. Actuó en 20 partidos, promediando 8 puntos y 1,7 rebotes por encuentro. Ello le sirvió para demostrar que, pese a su juventud, ya estaba en condiciones de competir en las categorías más importantes del baloncesto profesional argentino. Por ello en septiembre de 2017 el escolta fue fichado por San Martín de Corrientes, generando muchas expectativas en el club.
En sus primeras temporadas con los correntinos, Solanas estuvo relegado al banco de suplentes, aunque los entrenadores le dieron minutos suficientes en la cancha para que pudiese mostrar que tenía un gran potencial para el baloncesto competitivo. En su cuarto año en San Martín de Corrientes pasó a desempeñarse como titular del equipo, realizando una gran campaña que le valió ser reconocido como el Jugador de Mayor Progreso de la Liga Nacional de Básquet de la temporada 2020-21.
Ya consolidado como profesional, hizo su primera experiencia como jugador extranjero en la Liga Profesional de Baloncesto de Colombia durante el torneo apertura de 2021, cuando fue contratado para sustituir a Yeison Colomé en el Cimarrones Caribbean Storm. Luego de ello retornó a su patria para reincorporase a San Martín de Corrientes, asumiendo en los siguientes dos años el papel de anotador del equipo.
A fines de abril de 2023 aceptó una oferta para retornar a Colombia, pero esta vez como miembro de los Caribbean Storm Islands. Tras consagrarse campeón de la liga colombiana, fichó con el Unifacisa del Novo Basquete Brasil.
Fue repatriado a la LNB por Quimsa en julio de 2025.

### Clubes
| Club                       | País      | Año             |
| -------------------------- | --------- | --------------- |
| Sionista                   | Argentina | 2015 - 2016     |
| Talleres de Paraná         | Argentina | 2016            |
| La Unión de Colón          | Argentina | 2017            |
| San Martín de Corrientes   | Argentina | 2017 - 2021     |
| Cimarrones Caribbean Storm | Colombia  | 2021            |
| San Martín de Corrientes   | Argentina | 2021 - 2023     |
| Caribbean Storm Islands    | Colombia  | 2023            |
| Unifacisa Basquete         | Brasil    | 2023 - 2025     |
| Quimsa                     | Argentina | 2025 - Presente |

## Selección nacional

### Juvenil
Considerado desde su juventud como un jugador con mucha proyección en el baloncesto, Solanas integró diversas selecciones juveniles de baloncesto de Argentina desde 2014 hasta 2019, llegando incluso a participar en 2017 del Campeonato Mundial de Baloncesto Sub-19. También estuvo presente en las Universiadas de 2017 y 2019.

#### Torneos
| Competencia          | Año  | Sede               | Posición |
| -------------------- | ---- | ------------------ | -------- |
| TBF Sub-16           | 2014 | Turquía            | 4°       |
| Sudamericano Sub-17  | 2015 | Argentina          | 1°       |
| FIBA Americas Sub-18 | 2016 | Chile              | 5°       |
| Mundial Sub-19       | 2017 | Egipto             | 8°       |
| Universiada          | 2017 | República de China | 8°       |
| Sudamericano Sub-21  | 2018 | Argentina          | 2°       |
| Universiada          | 2019 | Italia             | 7°       |
| Sudamericano Sub-21  | 2019 | Colombia           | 2°       |

### Absoluta
Solanas debutó con la selección mayor de Argentina en febrero de 2021 en un partido ante Chile, jugado como parte del proceso de clasificación para disputar la FIBA AmeriCup de 2022.